# Thác Mơ (phường)
Thác Mơ là một phường thuộc thị xã Phước Long, tỉnh Bình Phước, Việt Nam.

## Địa lý
Phường Thác Mơ nằm ở phía đông bắc thị xã Phước Long, có vị trí địa lý:
- Phía đông giáp các huyện Bù Đăng và Bù Gia Mập
- Phía tây giáp phường Long Thủy
- Phía nam giáp phường Sơn Giang và xã Phước Tín
- Phía bắc giáp phường Long Thủy và huyện Bù Gia Mập.

Phường có diện tích 20,47 km², dân số năm 2009 là 7.167 người, mật độ dân số đạt 350 người/km².

## Lịch sử
Trước đây, Thác Mơ là thị trấn huyện lỵ huyện Phước Long, được thành lập vào ngày 29 tháng 8 năm 1994 trên cơ sở tách một phần diện tích và dân số của xã Sơn Giang.
Ngày 11 tháng 8 năm 2009, Chính phủ ban hành Nghị quyết số 35/NQ-CP. Theo đó:
- Tách 2 thị trấn: Thác Mơ, Phước Bình; 3 xã: Sơn Giang, Long Giang, Phước Tín và một phần diện tích, dân số của các xã Bình Sơn, Bình Tân thuộc huyện Phước Long để thành lập thị xã Phước Long
- Thành lập phường Long Thủy trên cơ sở 397,04 ha diện tích tự nhiên và 6.954 người của thị trấn Thác Mơ
- Thành lập phường Thác Mơ trên cơ sở 2.046,82 ha diện tích tự nhiên và 7.167 người còn lại của thị trấn Thác Mơ.